# Johann Heinrich Bürkli

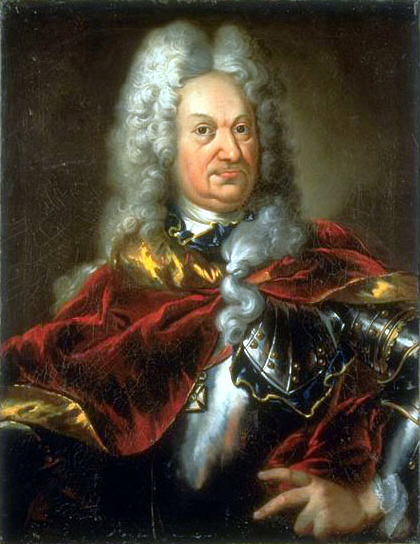
Johann Heinrich Bürkli

Johann Heinrich Bürkli (auch Hans Heinrich Bürkli), Freiherr von Hohenburg (* 23. Februar 1647 in Trüllikon bei Zürich; † 28. Oktober 1730 in Zürich), war ein Schweizer Bürger und kaiserlicher Feldmarschall.
Er stammte aus der bekannten Zürcher Familie Bürkli, sein Vater Hans Heinrich Bürkli war französischer Generaladjutant gewesen, und auch seine Mutter Anna Maria, geborene Escher vom Luchs, stammte aus einer Militärfamilie.
Ab 1662 erhielt er in französischen Diensten eine militärische Ausbildung, 1667–1669 diente er als Fähnrich in Flandern und trat 1669 mit einer eigenen Freikompanie in kurpfälzische Dienste. 1676 wurde er zum Oberstwachtmeister (Major) befördert. Ab 1689 kämpfte er in kaiserlichen Diensten gegen die Türken. 1690 wurde er Oberst eines Schweizerregiments und Gouverneur der Waldstädte in Vorderösterreich. Im weiteren Verlauf wurde der tüchtige Offizier 1695 Generalfeldwachtmeister (Generalmajor), 1704 Feldmarschallleutnant und 1711 Feldzeugmeister. Seine heimatliche Regierung brachte er 1709 in einige Verlegenheit, als er die Truppen des Generals Mercy unter Verletzung der Schweizer Neutralität durch das Gebiet von Basel nach Frankreich führte. Im Spanischen Erbfolgekrieg gelang es ihm, sich die Gunst des Prinzen Eugen zu erwerben. Unter den zahlreichen Schweizern, die in österreichischen Diensten in den Rang eines Generals aufstiegen, schaffte er als einziger den Aufstieg zum kaiserlichen Feldmarschall.
1699 wurde er als Ritter von Hohenburg geadelt und 1700 in den Freiherrnstand erhoben. 1716 wurde er Vertreter der Zunft zur Schneidern im Grossen Rat von Zürich und Gerichtsherr zu Trüllikon.
Er heiratete 1674 Anna Maria Escher vom Luchs.